# Unculabes columbinus
Unculabes columbinus är en mångfotingart som beskrevs av Ottis Robert Causey 1973. Unculabes columbinus ingår i släktet Unculabes och familjen Rhachodesmidae. Inga underarter finns listade i Catalogue of Life.